# Casabianca (Haute-Corse)
Pour les articles homonymes, voir casabianca.
Casabianca est une commune française située dans la circonscription départementale de la Haute-Corse et le territoire de la collectivité de Corse. Le village appartient à la piève d'Ampugnani, en Castagniccia.

## Géographie

### Situation

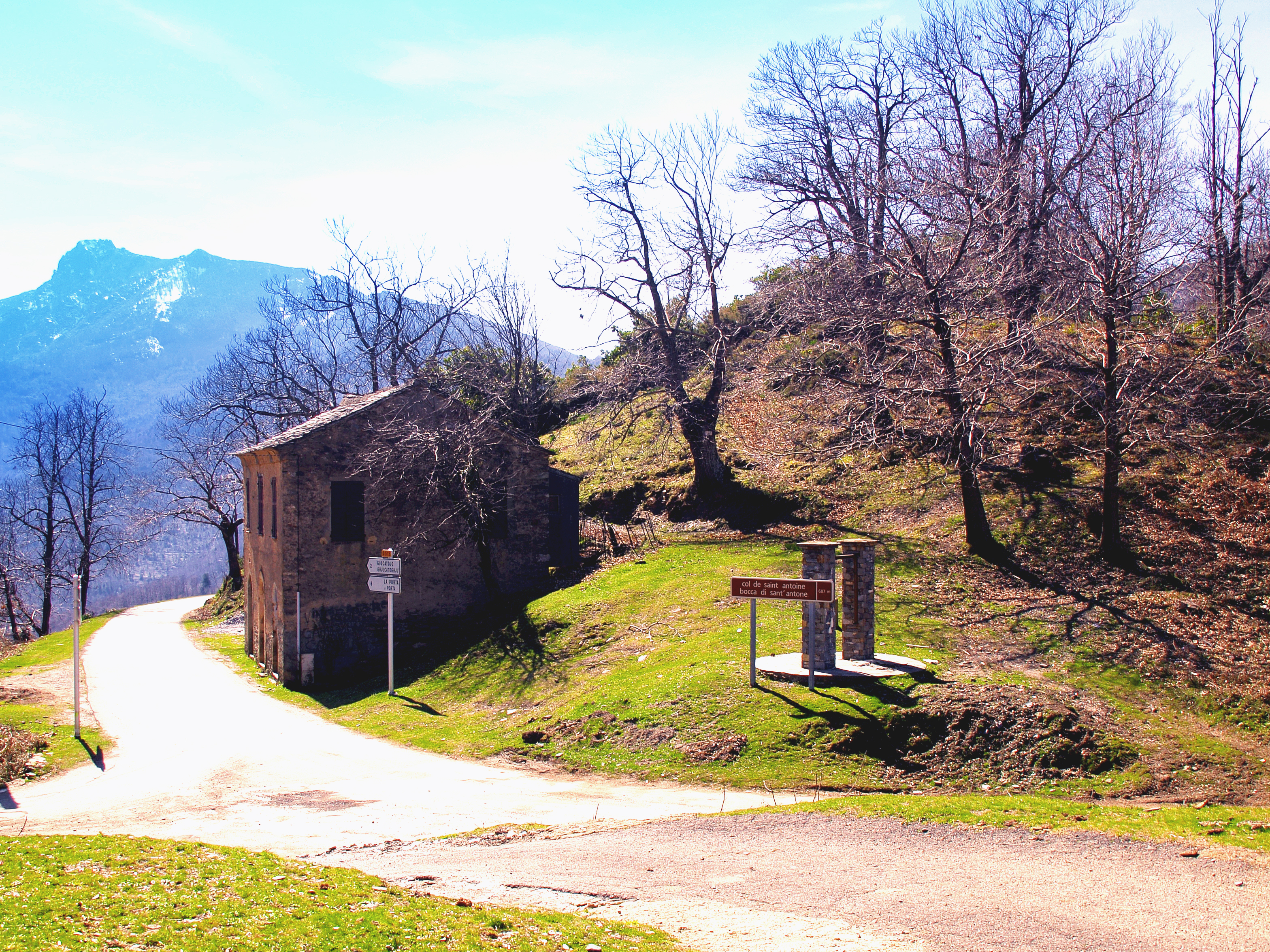
Col de Saint-Antoine.

La commune de Casabianca se trouve dans le canton de Fiumalto-d'Ampugnani, sur le versant oriental de la Castagniccia et dans le parc naturel régional de Corse.

### Voies de communication et transports

#### Accès routiers
La route D 237 passe par le col de Saint-Antoine (687 m), un carrefour des voies D 15 et D 515 permettant toutes deux de se diriger sur Ortiporio au nord et la basse vallée du Golo, au sud vers Giocatojo/La Porta en pleine Castagniccia, et la D2 37 vers Piano, la plaine et le littoral de la Casinca.

## Urbanisme

### Typologie
Au 1er janvier 2024, Casabianca est catégorisée commune rurale à habitat très dispersé, selon la nouvelle grille communale de densité à sept niveaux définie par l'Insee en 2022.
Elle est située hors unité urbaine. Par ailleurs la commune fait partie de l'aire d'attraction de Bastia, dont elle est une commune de la couronne,. Cette aire, qui regroupe 93 communes, est catégorisée dans les aires de 50 000 à moins de 200 000 habitants,.

### Occupation des sols
L'occupation des sols de la commune, telle qu'elle ressort de la base de données européenne d’occupation biophysique des sols Corine Land Cover (CLC), est marquée par l'importance des forêts et milieux semi-naturels (96 % en 2018), une proportion identique à celle de 1990 (95,9 %). La répartition détaillée en 2018 est la suivante : 
forêts (72,5 %), milieux à végétation arbustive et/ou herbacée (23,5 %), zones agricoles hétérogènes (4 %). L'évolution de l’occupation des sols de la commune et de ses infrastructures peut être observée sur les différentes représentations cartographiques du territoire : la carte de Cassini (XVIIIe siècle), la carte d'état-major (1820-1866) et les cartes ou photos aériennes de l'IGN pour la période actuelle (1950 à aujourd'hui).

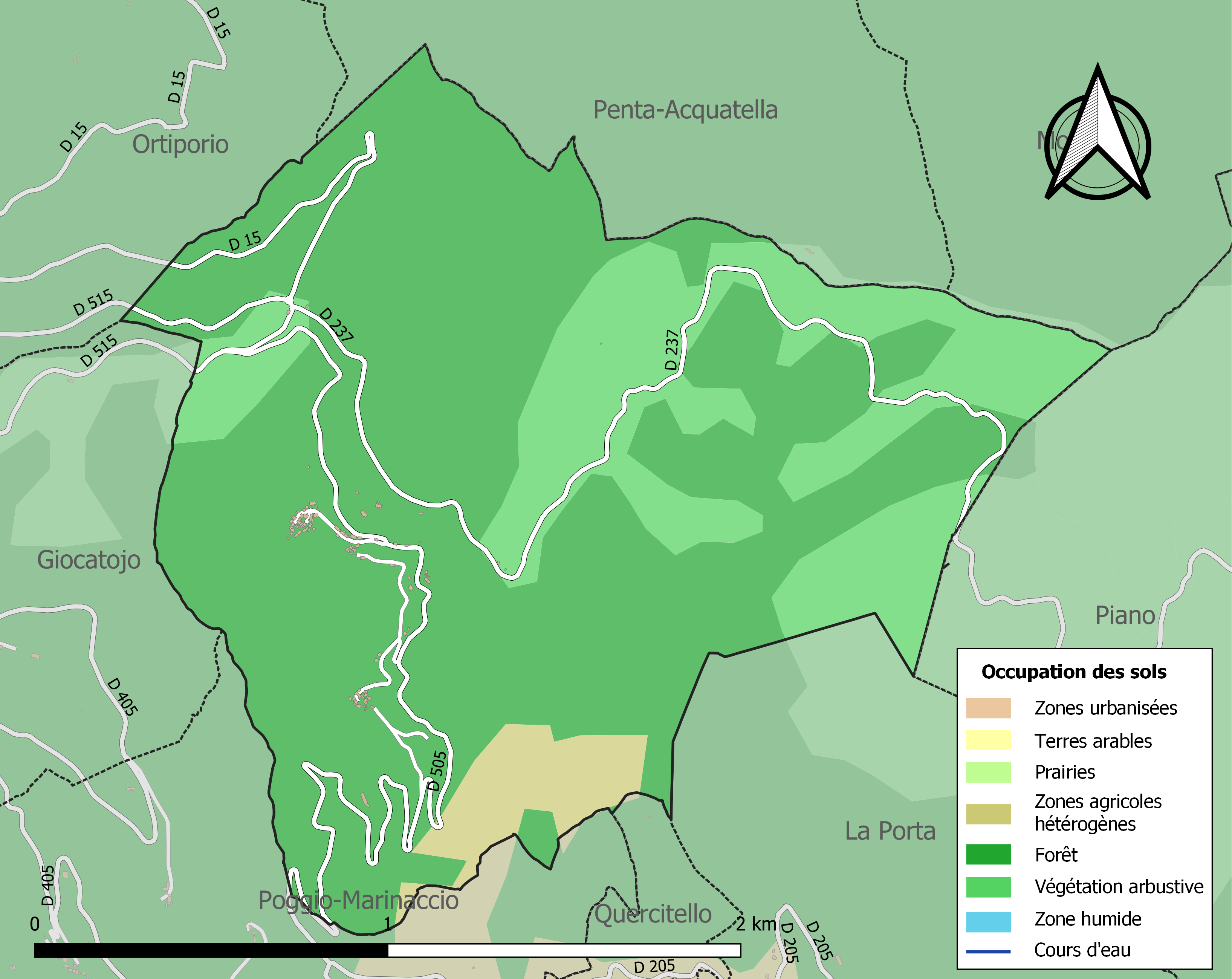
Carte des infrastructures et de l'occupation des sols de la commune en 2018 (CLC).

## Histoire

### Moyen Âge
La commune a été le fief de la famille Caporalice "Della (De) Casabianca" au Moyen Âge, une des plus influentes familles de Corse et unie à de nombreuses autres familles caporalices ou seigneuriales de l'île.

### Temps modernes

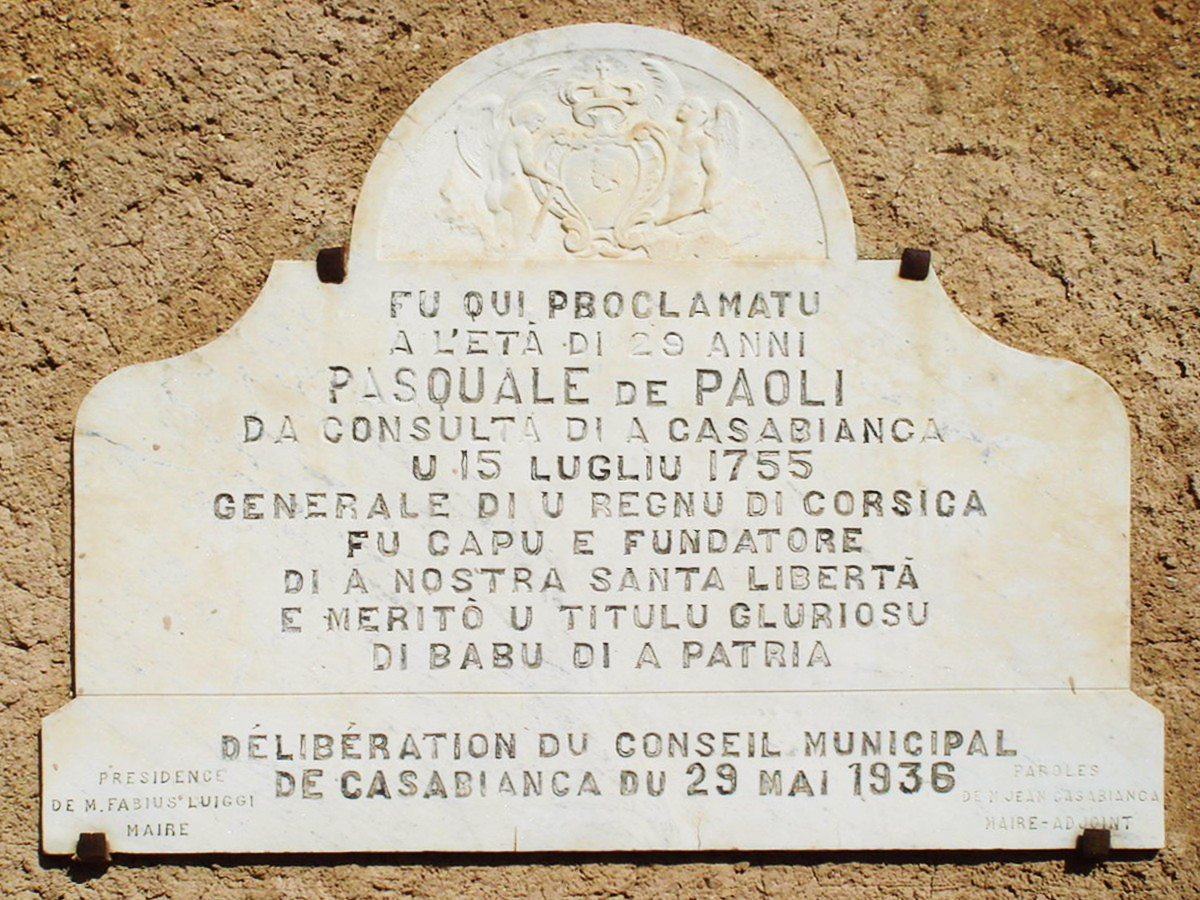
Plaque apposée au couvent rappelant les évènements de juillet 1755.

En 1684, Casabianca devient une paroisse à part entière, séparée de Giocatojo. Le 15 juillet 1755, pendant la période des "Révolutions de Corse" (1729-1769), c'est au couvent Saint-Antoine que Pasquale Paoli fut élu Général de la Nation Corse par une consulte.

### Époque contemporaine
La première conférence de presse du Front de libération nationale corse, en 1976, s'est tenue à Casabianca.

## Politique et administration

### Liste des maires
| Période                                  | Période  | Identité            | Étiquette | Qualité |
| ---------------------------------------- | -------- | ------------------- | --------- | ------- |
| 2001                                     | En cours | Fernand Vincentelli | PRG       | Cadre   |
| Les données manquantes sont à compléter. |          |                     |           |         |

## Population et société

### Démographie
L'évolution du nombre d'habitants est connue à travers les recensements de la population effectués dans la commune depuis 1800. Pour les communes de moins de 10 000 habitants, une enquête de recensement portant sur toute la population est réalisée tous les cinq ans, les populations de référence des années intermédiaires étant quant à elles estimées par interpolation ou extrapolation. Pour la commune, le premier recensement exhaustif entrant dans le cadre du nouveau dispositif a été réalisé en 2005.

En 2022, la commune comptait 121 habitants, en évolution de +39,08 % par rapport à 2016 (Haute-Corse : +5,15 %, France hors Mayotte : +2,11 %).
| 1800 | 1806 | 1821 | 1831 | 1836 | 1841 | 1846 | 1851 | 1856 |
| ---- | ---- | ---- | ---- | ---- | ---- | ---- | ---- | ---- |
| 236  | 255  | 245  | 238  | 259  | 258  | 250  | 262  | 268  |

| 1861 | 1866 | 1872 | 1876 | 1881 | 1886 | 1891 | 1896 | 1901 |
| ---- | ---- | ---- | ---- | ---- | ---- | ---- | ---- | ---- |
| 276  | 295  | 246  | 230  | 299  | 348  | 355  | 255  | 244  |

| 1906 | 1911 | 1921 | 1926 | 1931 | 1936 | 1946 | 1954 | 1962 |
| ---- | ---- | ---- | ---- | ---- | ---- | ---- | ---- | ---- |
| 194  | 212  | 277  | 264  | 274  | 272  | 128  | 113  | 85   |

| 1968 | 1975 | 1982 | 1990 | 1999 | 2005 | 2006 | 2010 | 2015 |
| ---- | ---- | ---- | ---- | ---- | ---- | ---- | ---- | ---- |
| 72   | 57   | 57   | 36   | 68   | 80   | 80   | 91   | 90   |

| 2020 | 2022 | - | - | - | - | - | - | - |
| ---- | ---- | - | - | - | - | - | - | - |
| 116  | 121  | - | - | - | - | - | - | - |

### Manifestations culturelles et festivités
- Saint-Roch (San Roccu) le saint patron de Casabianca est fêté le 16 août.

## Culture locale et patrimoine

### Lieux et monuments

#### Patrimoine civil
- L'ensemble du bâti de 64 maisons construites à partir du XVe siècle, en schiste, moellon et enduit, couverture en ardoise majoritairement, est repris à l'inventaire général de 1999.
- Une fontaine datée de 1734 restaurée. Elle est non protégée MH mais reprise à l'inventaire général de 1999.

#### Couvent Saint-Antoine

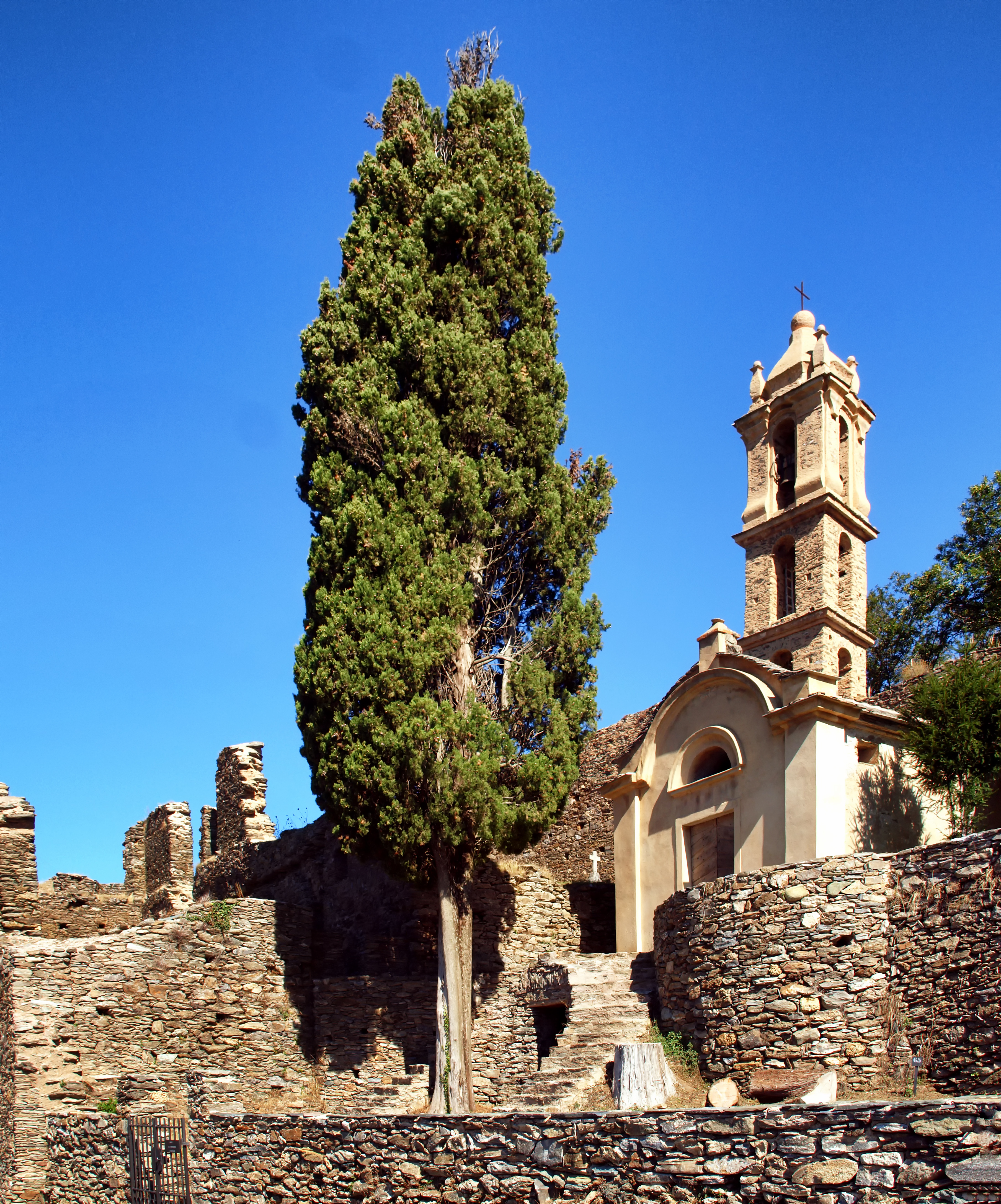
Le clocher du couvent.

Le couvent de servites Saint-Antoine-Abbé au lieu-dit Sant'Antone fut fondé vers 1420. Il ne comptait en 1646 que quatre religieux. En vue de son agrandissement, l'édifice a fait l'objet de plusieurs opérations de travaux jusqu'au milieu du XVIIe siècle.
En 1791 les biens conventuels furent aliénés. En l'an VIII de la République, l'église et le couvent furent incendiés et ruinés par le conventionnel Christophe Saliceti.
Haut lieu historique, le couvent a abrité de nombreuses consultes. Au cours de celle du 15 juillet 1755, Pascal Paoli fut proclamé Général de la République Corse. Pour commémorer cet évènement, une plaque a été apposée sur la façade frontale à la suite d'une délibération du conseil municipal de Casabianca du 29 mai 1936.
Le clocher a été récemment restauré. Couvent et clocher sont protégés et inscrits aux monuments historiques le 30 janvier 1990.
La statuette de saint Antoine-Abbé qui orne la niche ménagée dans l'élévation antérieure de l'église conventuelle date de la seconde moitié du XVIIe siècle. Elle n'est pas protégée monument historique mais repris à l'inventaire général de 1999.
Malgré la dangerosité des lieux, l'ancien couvent abrite encore de nombreuses tombes entretenues et fleuries.

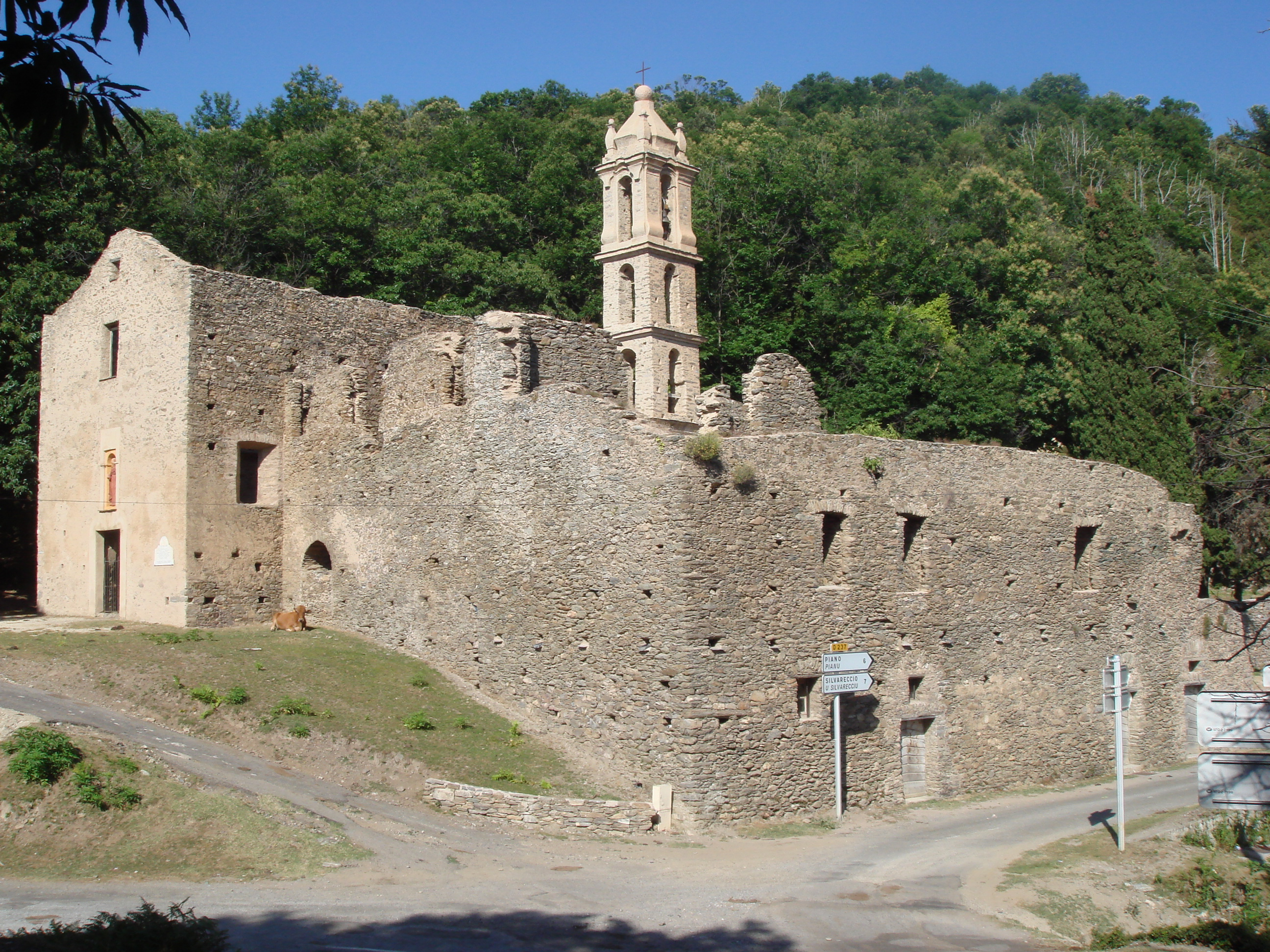
Couvent Saint-Antoine.
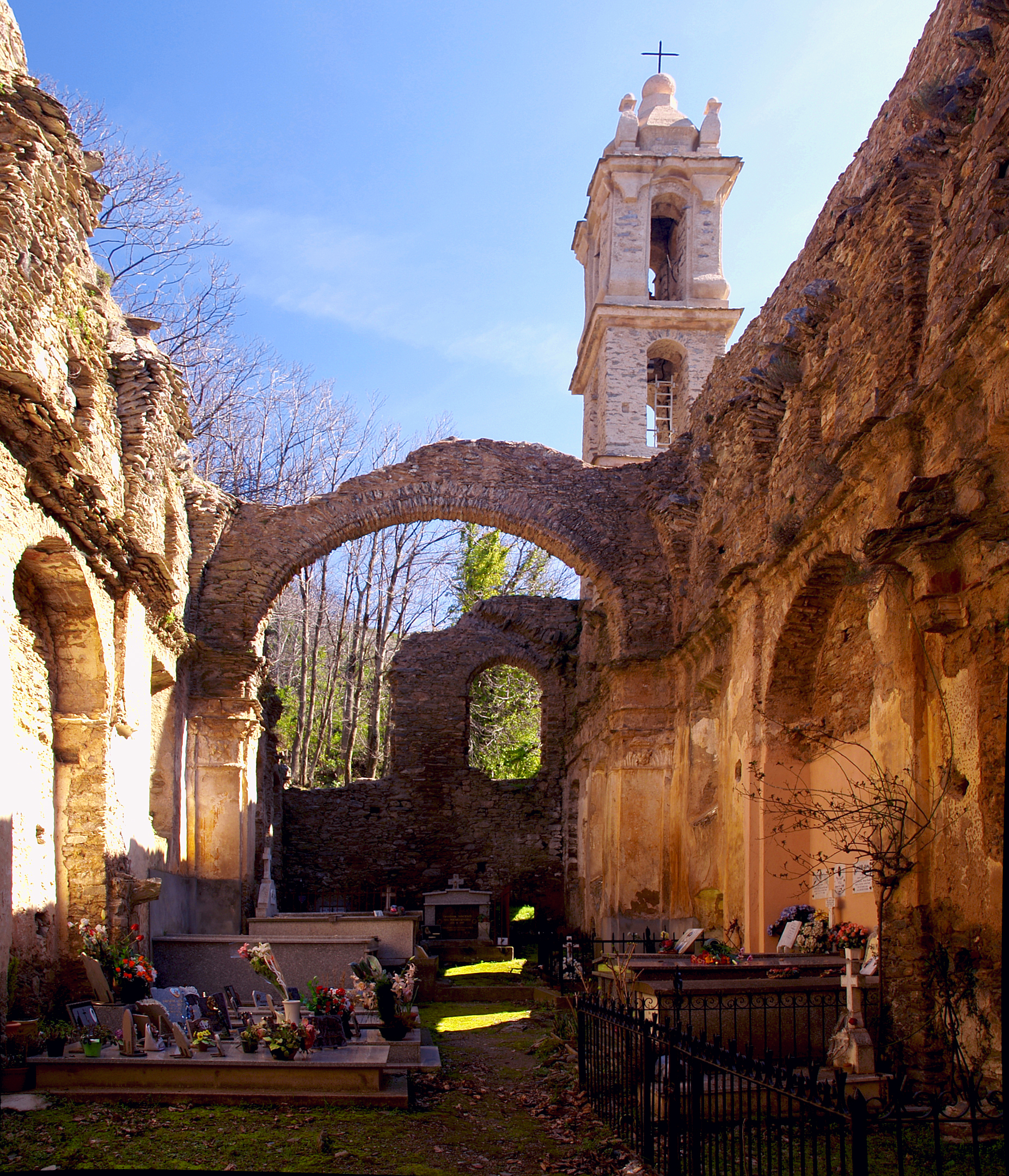
Couvent de servites Saint-Antoine-Abbé.
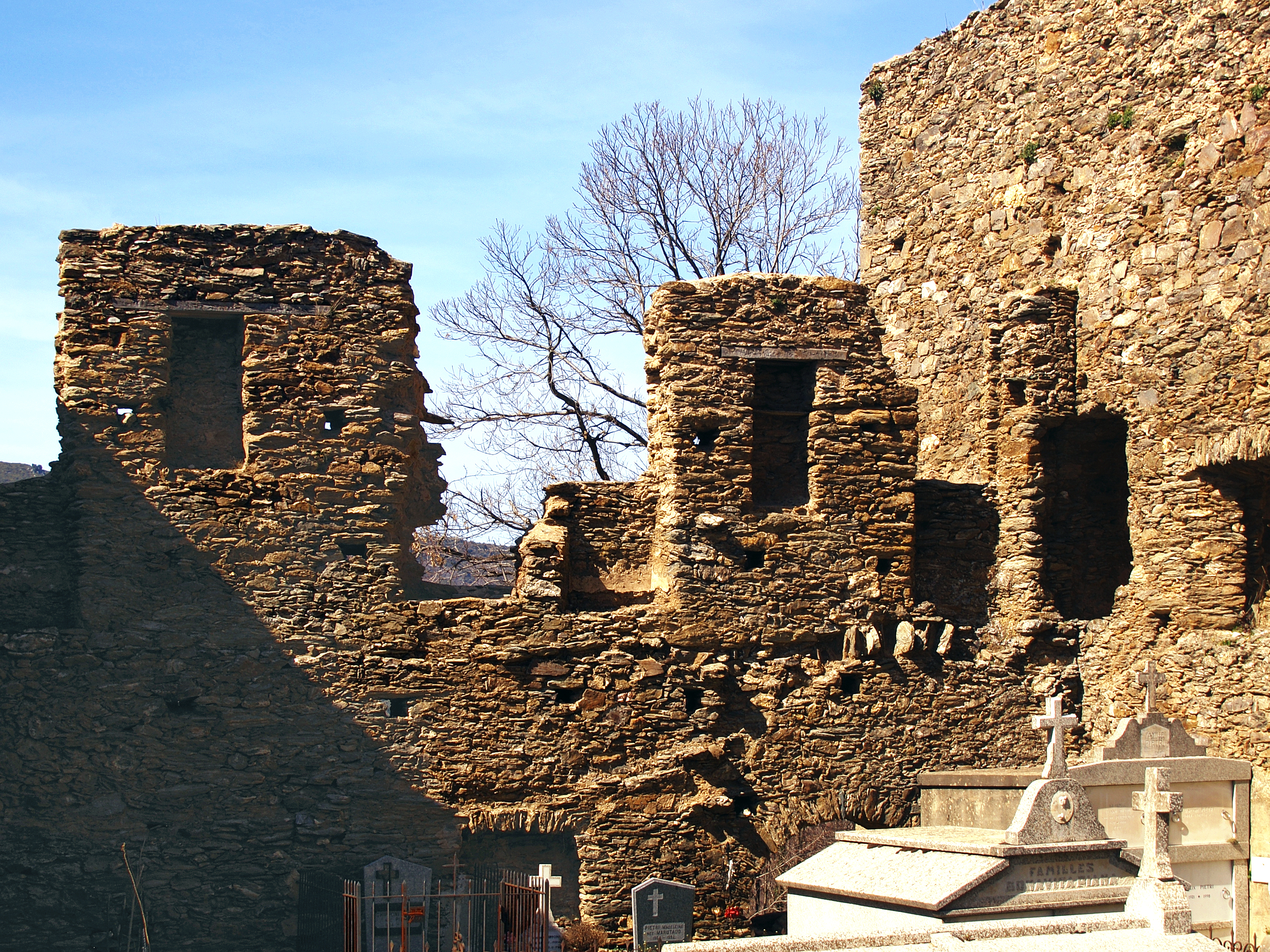
Vestiges.
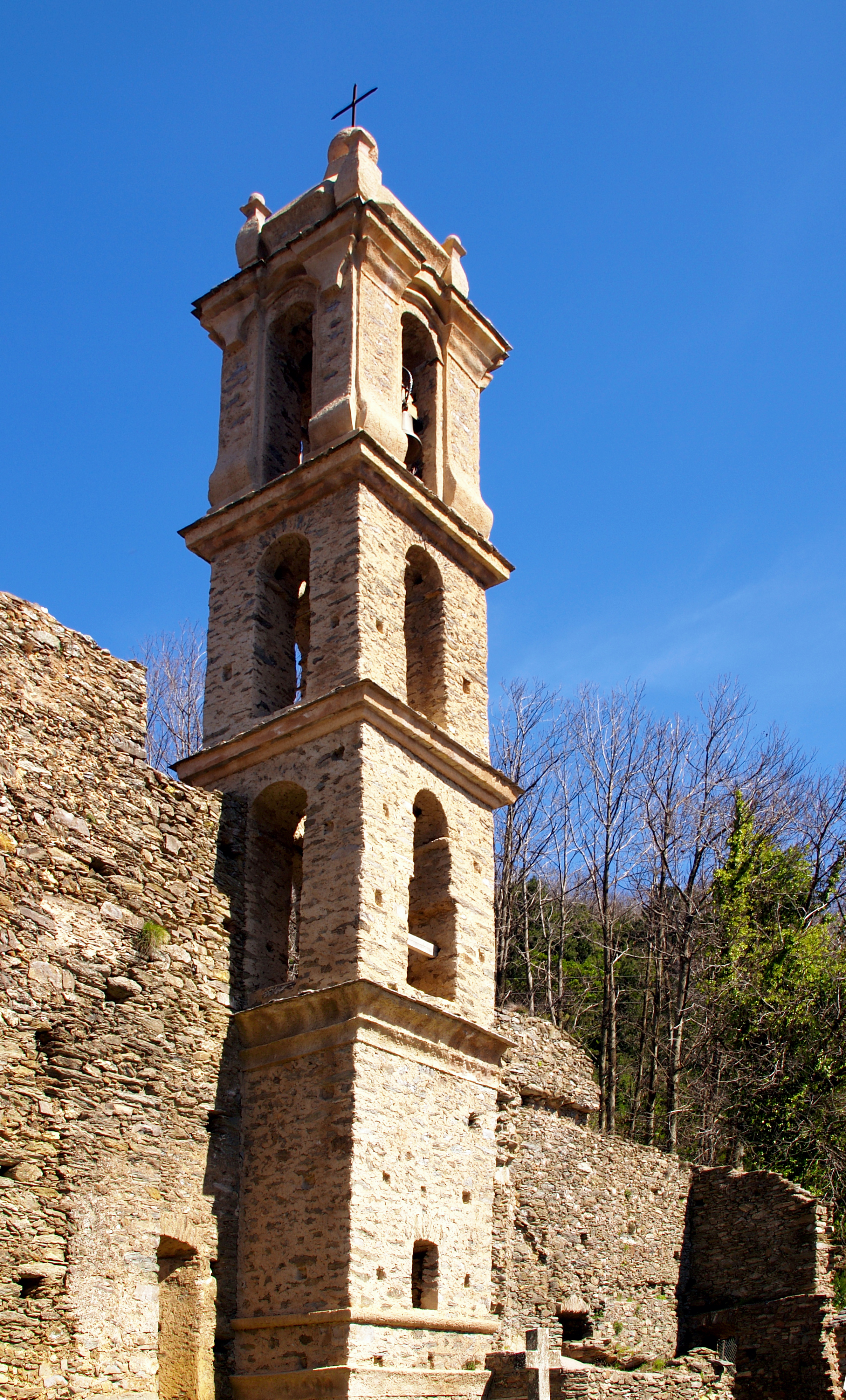
Clocher du couvent Saint-Antoine.
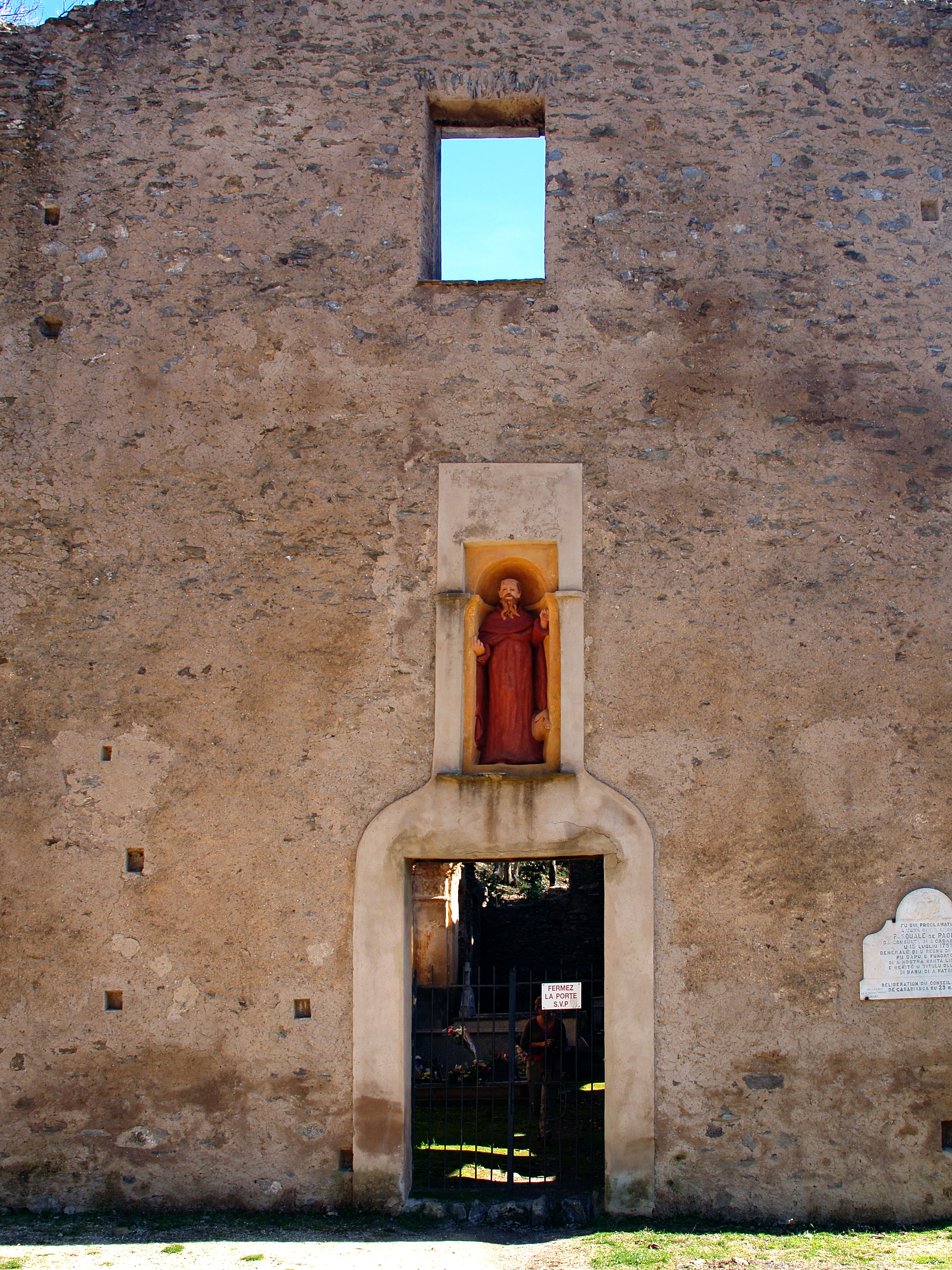
Statuette de saint Antoine.

#### Église de l'Annonciation
L'église paroissiale de l'Annonciation (A Nunziata), a été bâtie en 1806 en remplacement de l'ancienne église datant de 1487. Elle a subi des travaux de restauration en 1891 puis en 1983 comme signalées par les inscriptions en latin gravées dans la pierre.
Elle se présente en schiste, moellon et enduit avec un toit en ardoise. Les façades et toitures ont été inscrits au titre des monuments historique en 2012.
L'édifice n'est pas protégé MH mais repris à l'inventaire général de 1999 tout comme les œuvres ci-après qui s'y trouvent : l'ensemble de l'autel secondaire de la confrérie du Rosaire, l'ensemble de l'autel secondaire de saint Roch, l'autel et 3 gradins d'autel, la croix d'autel du maître-autel, la chaire à prêcher, l'ostensoir, les calice et patène (1860) donation de l'empereur Napoléon III, et un ciboire.

#### Chapelle Saint-Michel
La chapelle Saint-Michel (San Michele) au lieu-dit Quercetto (Quercetu), datée limite XVIIe siècle XVIIIe siècle, est également en schiste, moellon et enduit avec toit en ardoise. Elle n'est pas protégée MH mais est reprise à l'inventaire général du patrimoine culturel de 1999.

### Patrimoine naturel

#### Parc naturel régional
Casabianca est une commune adhérente au Parc naturel régional de Corse, dans son « territoire de vie » appelé Castagniccia.

#### ZNIEFF
Casabianca est concernée par une ZNIEFF de 2e génération :
Châtaigneraies de la petite Castagniccia
La ZNIEFF 940004146 couvre une superficie de 11 199 ha. Elle s’étend de Nord en Sud, du col de Pirello jusqu’au du rocher de Muteri, sur une zone dite « petite Castagniccia » qui couvre 43 communes. La végétation est dominée par les châtaigneraies le plus souvent présentes sous forme de vergers ou de taillis.

### Personnalités liées à la commune
Selon certains chroniqueuers, un enfant nommé Santucolo, rescapé d'un massacre en 1219, aurait créé le village et serait l’ancêtre de la famille des caporalis de Casabianca. Cette famille fut divisée, en 1530, après une lutte féroce entre deux frères dont l’un avait les cheveux roux et l’autre noirs. Les descendants du second, les Casabianca de Venzolasca (les « noirs »), restèrent fidèles au nationalisme insulaire tandis que les Casabianca de Vescovato (les « rouges ») auraient accordé, au fil des siècles, leur soutien à différents partis.